# Platz der Vereinten Nationen (Bonn)

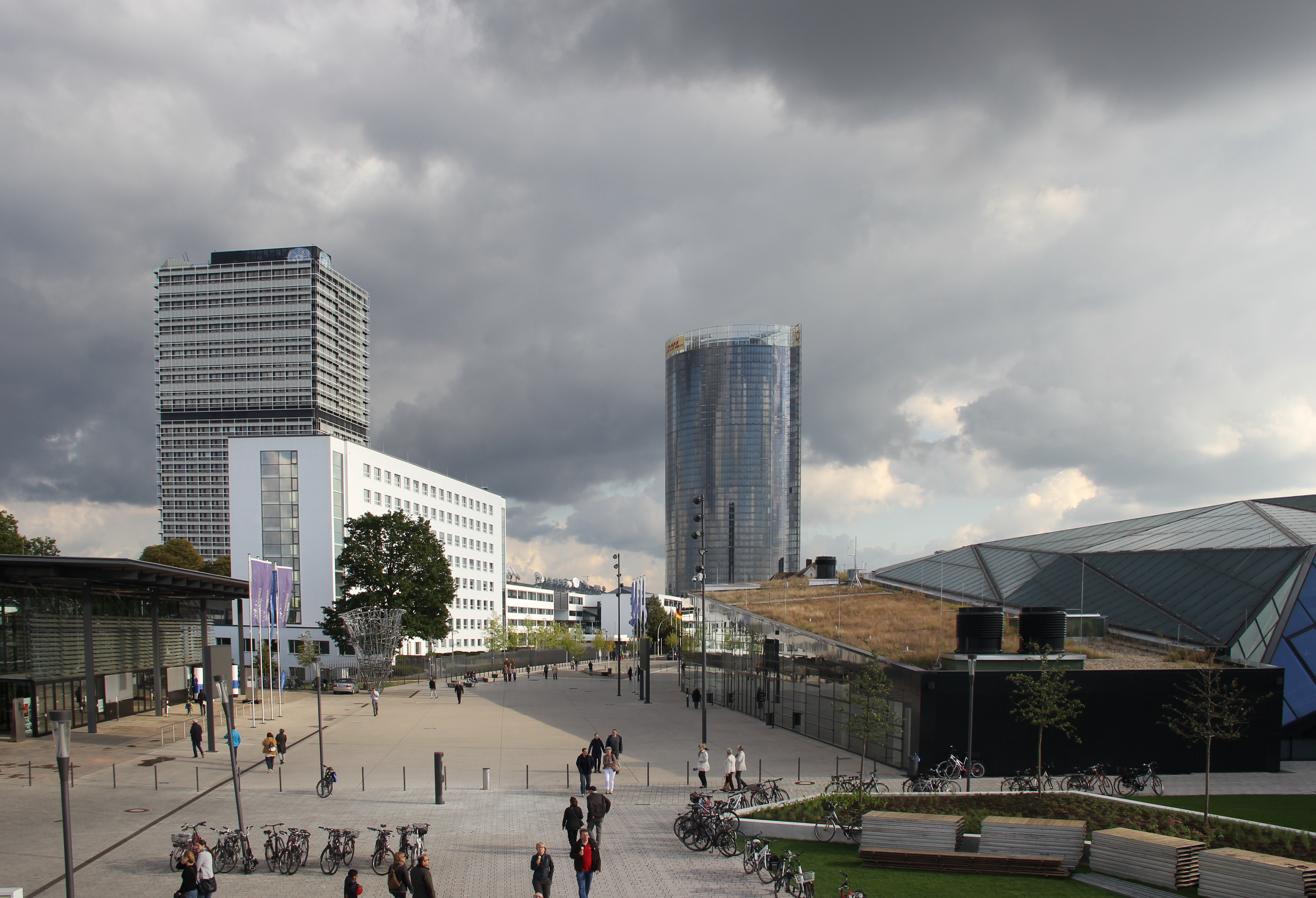
Platz der Vereinten Nationen (2016)

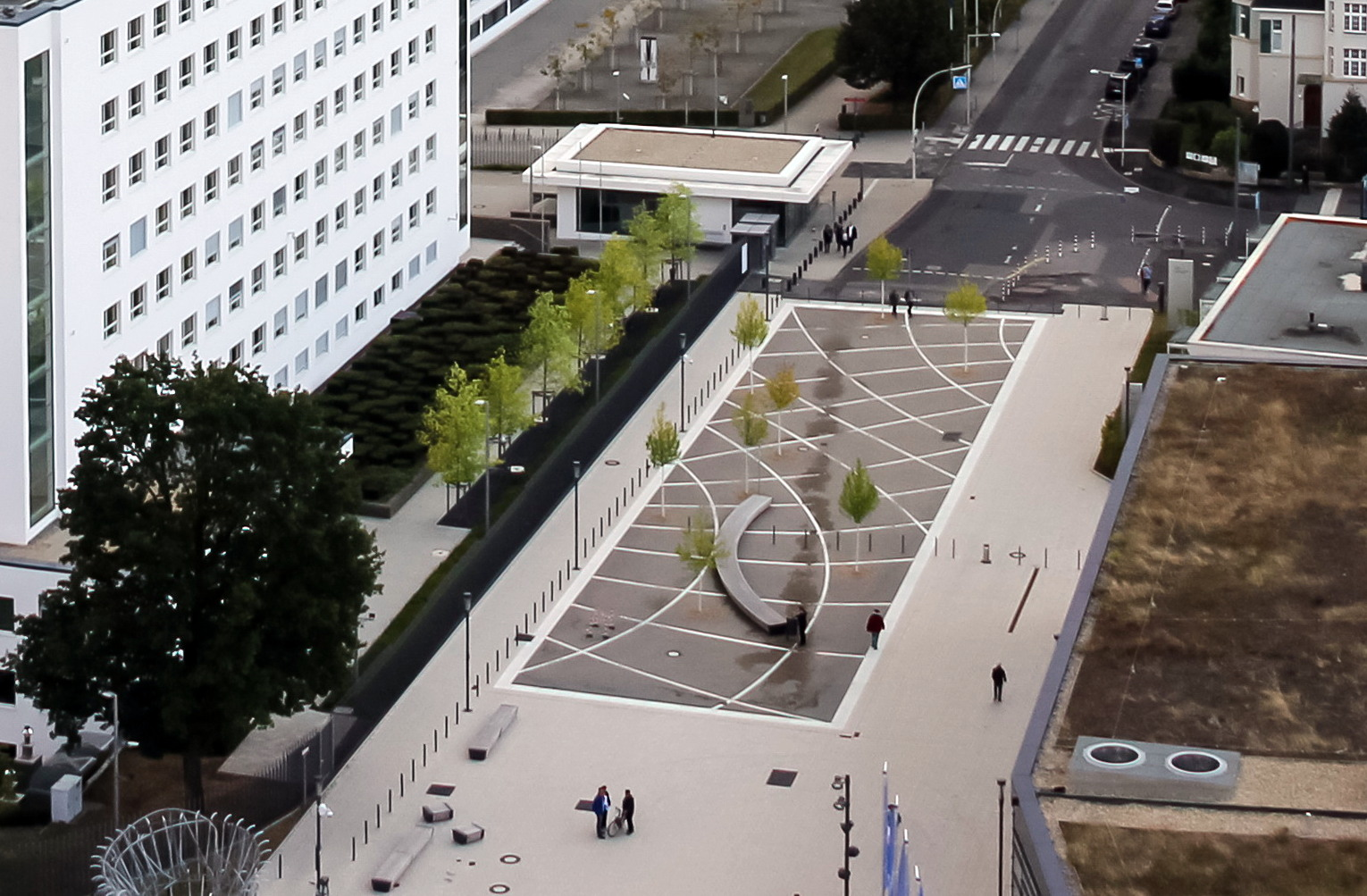
Mercatorfläche

Der Platz der Vereinten Nationen ist ein Platz im Bonner Ortsteil Gronau. Er erstreckt sich inmitten des Bundesviertels anstelle der ehemaligen Görresstraße zwischen der Heussallee und der Dahlmannstraße/Ecke Karl-Carstens-Straße. Er bildet das Zentrum des internationalen Viertels zwischen dem Campus der Vereinten Nationen und dem World Conference Center Bonn (WCCB).

## Beschreibung
Der Platz der Vereinten Nationen in Bonn beginnt am nördlichen Ende der Kurt-Schumacher-Straße hinter dem Sitz der Deutschen Welle im Schürmann-Bau und dem rheinseits dahinter liegenden „Langen Eugen“, ehemals Abgeordnetenhochhaus des Deutschen Bundestages, jetzt zum UN-Campus gehörend. Anschließend an Heussallee (bergseitig/links) und ehemalige Hermann-Ehlers-Straße (rheinseitig/rechts) erstreckt sich linkerhand – neben einem der ehemaligen Abgeordneten-Wohnhäuser (Heussallee 11) – der Erweiterungsbau des World Conference Centers Bonn einschließlich Hotel- und Verbindungsbau sowie rechterhand vor der besonders gestalteten sogenannten „Mercatorfläche“ das Alte Abgeordnetenhochhaus, das für das Sekretariat der Klimarahmenkonvention im UN-Campus hergerichtet wurde.
Nördlich davon befindet sich auf der rheinseitigen Platzseite der ehemalige Plenarsaal des Deutschen Bundestages, heute Teil des World Conference Centers Bonn. Daran schließt sich als historisches Kerngebäude des Bundeshauses die ehemalige Pädagogische Akademie an, die mit ihrer Aula Tagungsort für den Parlamentarischen Rat war. 
Im Nordflügel des Bundeshauses hat der Bundesrat seinen Bonner Sitz. Der Platz der Vereinten Nationen endet im Norden an der Dahlmannstraße (Ecke Karl-Carstens-Straße). Zwischen Kongresszentrum und Hotel-/Verbindungsbau besteht ein Durchgang über die sogenannte „Welckerpassage“ (Fortsetzung der Welckerstraße) zur Karl-Carstens-Straße.
Die ehemalige Görresstraße führte noch über die Kreuzung mit der Dahlmannstraße hinaus. Dieses Teilstück wird nun ebenfalls als Dahlmannstraße bezeichnet und kann somit nicht mehr mit der zweiten Bonner Straße verwechselt werden, welche die Bezeichnung Görresstraße auch weiterhin trägt. Die einzigen Anlieger dieser Stichstraße sind die ehemalige Landesvertretung Nordrhein-Westfalens und das Bundesministerium für wirtschaftliche Zusammenarbeit und Entwicklung im ehemaligen Bundeskanzleramtsgebäude.

## Geschichte
Die Benennung des Platzes erfolgte auf Beschluss des Hauptausschusses der Stadt Bonn am 11. Juni 2008. Vor dem 1. Juli 2008 wurde der Kreuzungsbereich von Bundesautobahn 562 und Bundesstraße 9 als Platz der Vereinten Nationen bezeichnet, der seit Mai 2024 die Bezeichnung „Platz des Grundgesetzes“ trägt.
Zeitweilig bestand der Platz nur aus einem Durchgang für Fußgänger durch die Baustelle der Erweiterung des World Conference Centers Bonn. Auf dieser wurde am 19. September 2008 Richtfest gefeiert. Die Fertigstellung des Kongresszentrums war aufgrund eines Baustopps seit September 2009 ungewiss und verzögerte sich bis Sommer 2015. Der Endausbau des Platzes erfolgte im Wesentlichen im Zuge der Herrichtung der Außenanlagen des WCCB in vier Bauphasen von Februar 2014 bis März 2015, eine restliche Fläche vor dem WCCB-Hotelbau wurde jedoch erst Ende September 2016 abgeschlossen. Ein letzter Bauabschnitt an der Ecke Heussallee erfolgte aus Mitteln der im Februar 2016 zwischen dem Bund und der Bundesstadt Bonn abgeschlossenen und im Mai 2016 unterzeichneten Fördervereinbarung „Stärkung VN-Standort Bonn“ von Juli bis Oktober/November 2017.

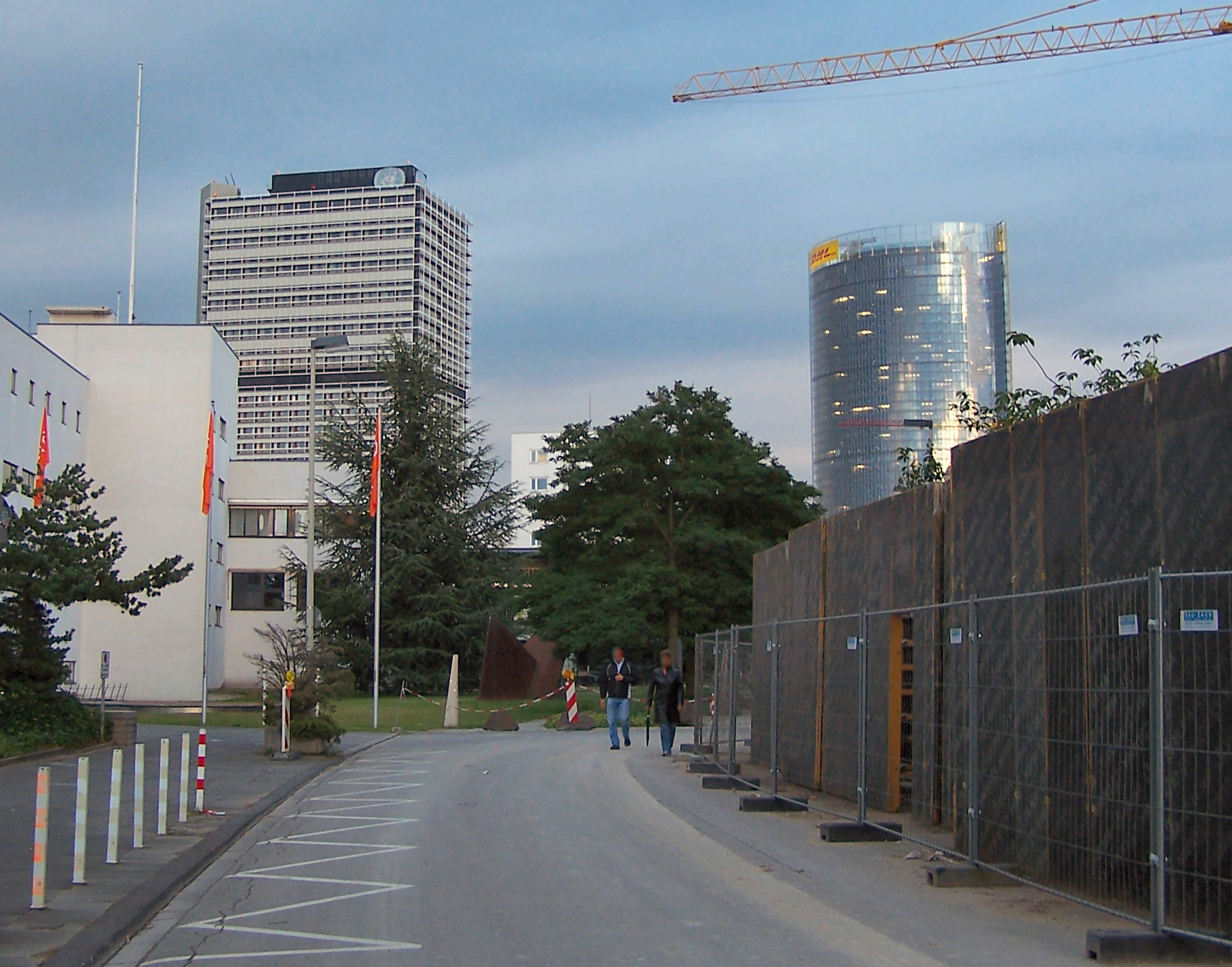
Platz der Vereinten Nationen, Juli 2008
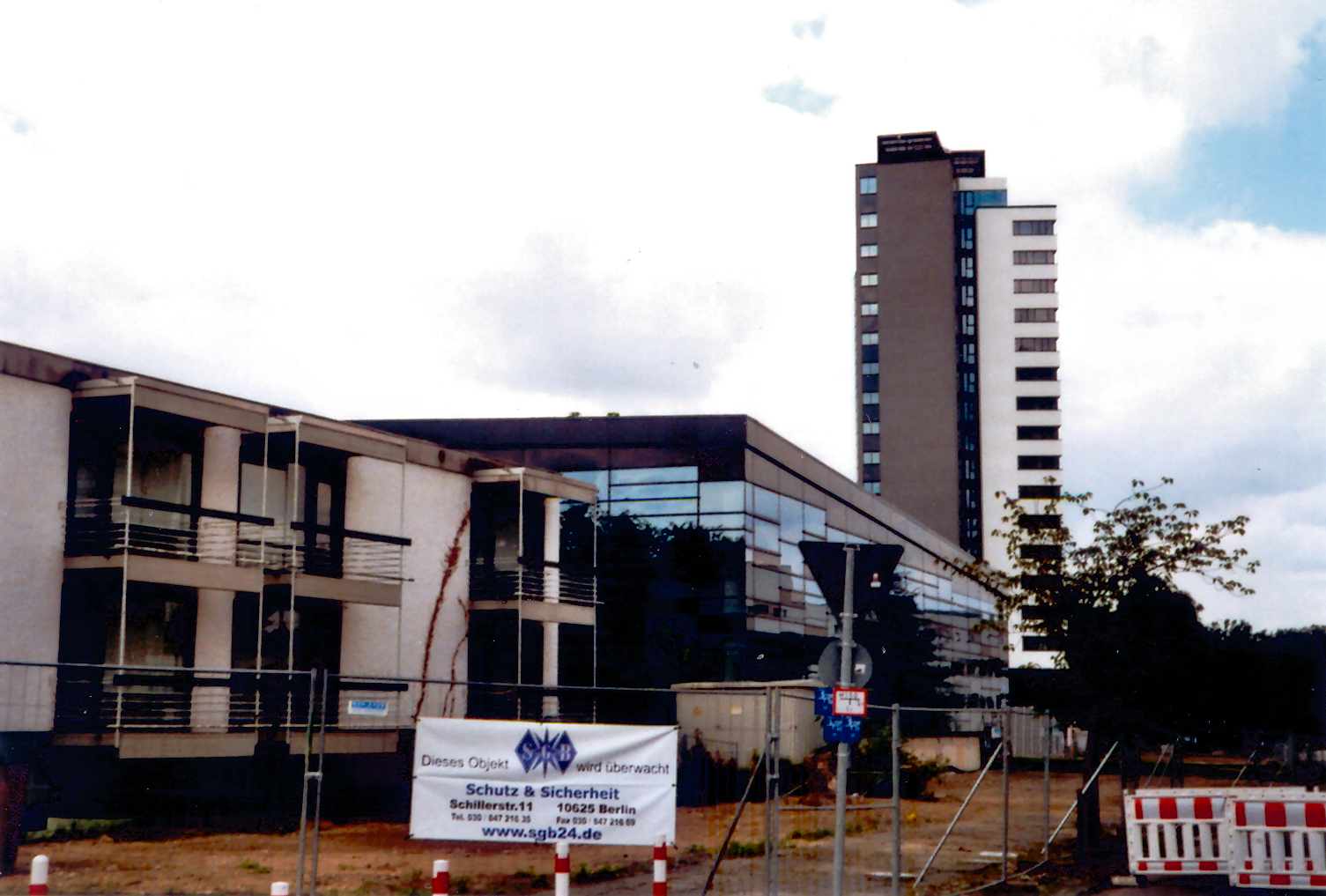
Platz der Vereinten Nationen, August 2011
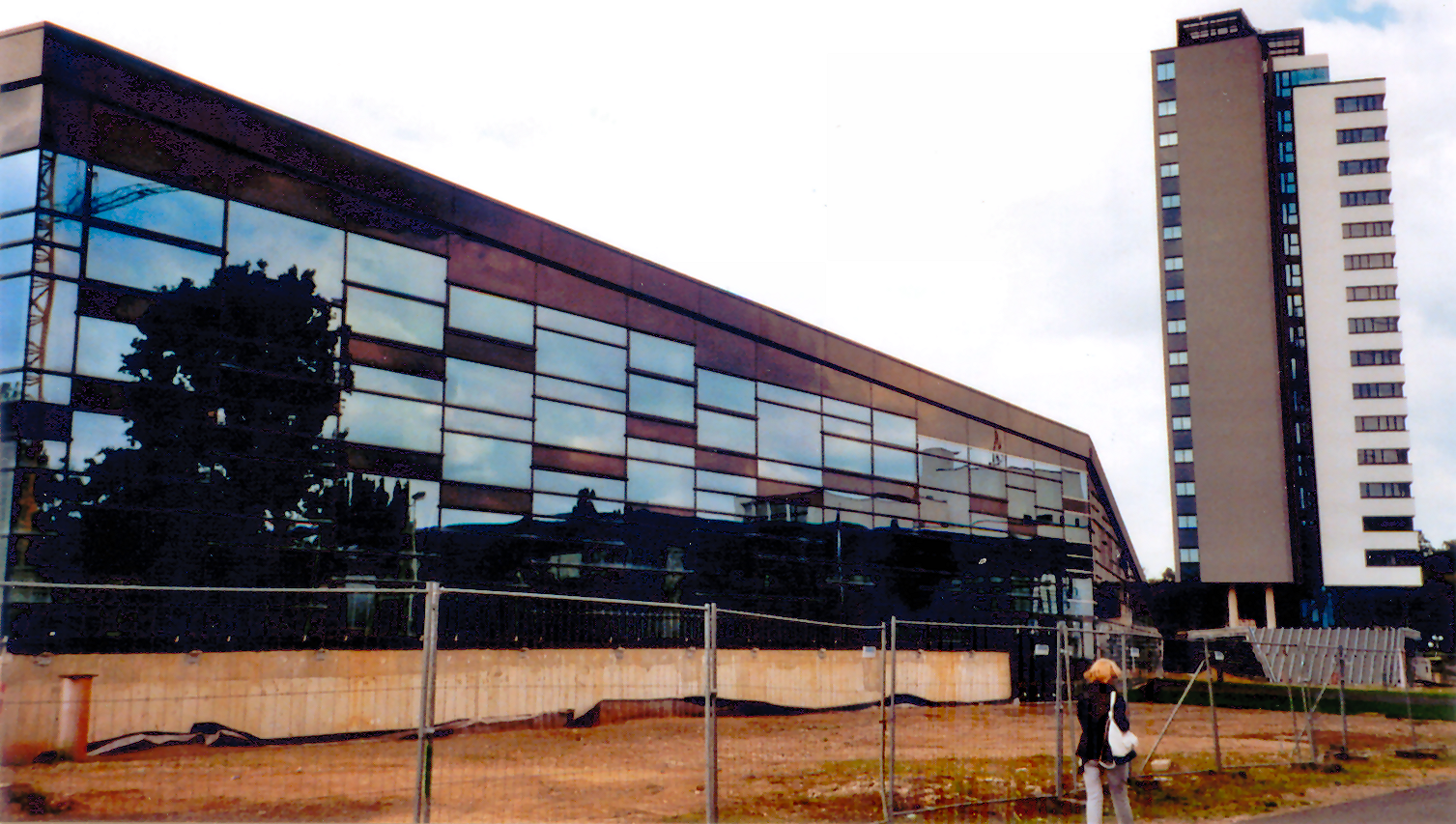
WCCB-Erweiterungsbau, August 2011